# Ben Meisner
Benjamin „Ben“ Meisner (* 20. Juni 1990 in Halifax, Nova Scotia) ist ein ehemaliger deutsch-kanadischer Eishockeytorwart.

## Laufbahn
Nach seiner Highschool-Zeit, die er unter anderem am Ridley College in der Provinz Ontario sowie an der Winchendon School im US-Bundesstaat Massachusetts verbrachte, ging er 2009 ans ebenfalls in Massachusetts ansässige American International College. Er spielte für die Eishockeymannschaft der Hochschule und studierte Physiotherapie. Bis 2013 absolvierte Meisner insgesamt 114 Spiele für AIC, kassierte dabei pro Partie im Schnitt 3,38 Gegentore und hielt 91,1 Prozent der auf sein Tor abgegebenen Schüsse.
Im März 2013 gab Meisner sein Profidebüt bei den Utah Grizzlies aus der ECHL. Ende Dezember 2013 wurde er zu einer anderen Mannschaft aus der ECHL, den Fort Wayne Komets, transferiert.
In der Saison 2014/15 absolvierte er jeweils einen ECHL-Einsatz für Wichita Thunder und die Evansville Icemen, ehe er kurz vor Weihnachten 2014 seinen ersten Vertrag in Europa unterzeichnete und zu den Fischtown Pinguins Bremerhaven in die DEL2 wechselte. Er stand für die Bremerhavener bis zum Ende der Saison 2014/15 in 28 Spielen (Playoffs inbegriffen) auf dem Eis. Seine Leistungen weckten das Interesse von Vereinen aus der Deutschen Eishockey Liga, im Juni 2015 wurde Meisner schließlich von den Augsburger Panthern als Neuzugang vermeldet. In seiner Zeit bei den Panthern kam er zu insgesamt 61 Pflichtspieleinsätzen in der DEL. Anfang Mai 2018 wechselte Meisner zum EC Bad Tölz in die DEL2, um bei seinem neuen Verein mehr Spielanteile als in Augsburg zu erhalten. Für die Tölzer Löwen absolvierte er insgesamt 50 DEL2-Partien, anschließend wechselte er innerhalb der DEL2 zum EHC Freiburg. In der Saison 2019/20 erhielt er die Auszeichnung als bester Torhüter der DEL 2. Anfang Mai 2021 gab er sein Karriereende bekannt.